# Nia Vardalos
Antonia Eugenia "Nia" Vardalos (født 24. september 1962) er en canadisk-amerikansk skuespiller, manuskriptforfatter og producer.

## Biografi
Vardalos blev født i Winnipeg, Manitoba, Canada, som datter af græsk-amerikanske forældre, Doreen, en bogholder og hjemmegående, og Constantine "Gus" Vardalosv, landforsker. Hun gik på Shaftesbury High School og Ryerson University . 

## Privat
Vardalos giftede sig med skuespilleren Ian Gomez den 5. september 1993 (Gomez konverterede til den græsk ortodokse religion for at kunne gifte sig med hende).
Vardolas fik officiel borgerskab i USA i 1999. 

## Filmography

### Film
| År   | Film                     | Rolle            | Bemærkninger |
| ---- | ------------------------ | ---------------- | --- |
| 1996 | No Experience Necessary  | Sheila           | |
| 1997 | Men Seeking Women        | Iris             | |
| 1999 | Meet Prince Charming     | Jennifer         | |
| 2002 | My Big Fat Greek Wedding | Toula Portokalos | - også forfatter - American Screenwriters Award - Discover Screenwriting award - Nomineret - Academy Award for Best Writing, Original Screenplay - Nomineret - Golden Globe Award for Best Performance by an Actress in a Motion Picture - Musical of Comedy - Nomineret - Screen Actors Guild Award for Outstanding Performance by the Cast of a Theatrical Motion Picture |
| 2004 | Connie and Carla         | Connie           | - også forfatter |
| 2008 | A Wilderness of Monkeys  |                  | |
| 2009 | My Life In Ruins         | Georgia          | - forfatter |
| 2009 | I Hate Valentine's Day   | Genevieve        | - forfatter og instruktør |
| 2009 | The 1 Second Film        | Sig selv         | |

### Fjernsyn
| År          | Show                   | Rolle           | Bemrækninger                                                                            |
| ----------- | ---------------------- | --------------- | --------------------------------------------------------------------------------------- |
| 1996        | High Incident          | ukrediteret     | - 1 episode - "Father Knows Best"                                                       |
| 1996        | Common Law             | ukrediteret     | - 1 episode - "In the Matter of, Acceptance"                                            |
| 1997        | Men Seeking Women      | Iris            |                                                                                         |
| 1997        | The Drew Carey Show    | Grace Almada    | - 1 episode - "Strange Bedfellows"                                                      |
| 1997 - 1998 | Team Knight Rider      | Domino (stemme) | - optrådte i 22 episoder                                                                |
| 1998 - 1999 | Boy Meets World        | ukrediteret     | - 2 episoder - "You're Married, You're Dead" (1998) og "Can I Help to Cheer You" (1999) |
| 1999        | It's Like, You Know... | Mindy           | - 1 episode - "Memories of Me"                                                          |
| 1999        | Two Guys and a Girl    | Evelyn          | - 1 episode - "Career Day"                                                              |
| 2000        | Curb Your Enthusiasm   | Larrys advokat  | - 1 episode - "Interior Decorator"                                                      |
| 2002        | Saturday Night Live    | Vært            |                                                                                         |
| 2003        | My Big Fat Greek Life  | Nia Portokalos  | - forfatter og executive producer - 7 episoder                                          |
| 2008        | My Boys                | Jo              | - 3 episoder - "Spit Take," "Take My Work Wife...Please," og "Dudes Being Dudes"        |